# Sainte-Colombe (Landes)
Sainte-Colombe é uma comuna francesa na região administrativa da Nova Aquitânia, no departamento de Landes. Estende-se por uma área de 12,79 km². Em 2010 a comuna tinha 667 habitantes (densidade: 52,2 hab./km²).